# Johnny Jensen
Johnny Jensen, 17 februari 1972 i Tønsberg, är en norsk handbollstränare och före detta handbollsspelare (mittsexa/försvarsspecialist). Han spelade 200 landskamper och gjorde 288 mål för Norges landslag från 1995 till 2012. Han spelade elva säsonger i tyska Bundesliga, varav sju av dem för SG Flensburg-Handewitt där han bland annat blev tysk mästare 2004.
Efter VM 2009 spelade Jensen inga landskamper på nästa tre år, tills han gjorde comeback den 3 november 2011. Sista landskampen blev Norges avslutande match i EM 2012, den 20 januari.
I januari 2019 utsågs Jensen av dagstidningen Verdens Gang till Norges åttonde bästa herrspelare genom tiderna.

## Kontroverser
I december 1998 dömdes Johnny Jensen i norsk domstol till åtta månaders fängelse för en oprovocerad misshandel med farligt tillhygge. Domen fastställdes i april 1999 till sex månaders fängelse, vilket gjorde att han missade VM i juni 1999 i Egypten som han var uttagen till. Det var andra gången han dömdes för ett oprovocerat våldsbrott. Första gången skedde 1992.

## Meriter
- Tysk mästare 2004 med SG Flensburg-Handewitt
- Tysk cupmästare tre gånger: 2001 (med VfL Bad Schwartau), 2004 och 2005 (SG Flensburg-Handewitt)
- Norsk mästare 1999 med Sandefjord TIF
- Norsk ligavinnare två gånger: 1991 och 1993 Sandefjord HK